# 호아 (음악 그룹)
호아(好我)는 대한민국의 4인조 걸 그룹이다. 2016년 싱글 [9호선에는 신발을 벗고 타라]로 정식 데뷔했다.

## 방송
- 포커스 : Folk Us (2020) - Top16(11위)

## 수상
- EBS 스페이스공감 6월의 헬로루키 (2016)
- 한국콘텐츠진흥원 K-루키즈 우수상 (2017)
- tvN 음악동창회 좋은가요 베스트프렌즈상 수상  (2020)